# Metacirolana hanseni
Metacirolana hanseni là một loài chân đều trong họ Cirolanidae. Loài này được Bonnier miêu tả khoa học năm 1896.